# Galeosoma planiscutatum
Galeosoma planiscutatum är en spindelart som beskrevs av Hewitt 1919. Galeosoma planiscutatum ingår i släktet Galeosoma och familjen Idiopidae. Inga underarter finns listade i Catalogue of Life.